# Ренквисхаузен
Ренквисхаузен (њем. Renquishausen) општина је у њемачкој савезној држави Баден-Виртемберг. Једно је од 34 општинска средишта округа Тутлинген. Према процјени из 2010. у општини је живјело 739 становника. Посједује регионалну шифру (AGS) 8327041.

## Географски и демографски подаци
Ренкуисхаузен се налази у савезној држави Баден-Виртемберг у округу Тутлинген. Општина се налази на надморској висини од 898 метара. Површина општине износи 7,7 km². У самом мјесту је, према процјени из 2010. године, живјело 739 становника. Просјечна густина становништва износи 96 становника/km².